# Военный округ (Германия)
Во время Второй мировой войны Германия использовала систему военных округов (нем. Wehrkreis), которые эффективно снабжали вермахт, решая воинские организационные и административные вопросы на местах.

## История
Военные округа существовали ещё в Германской империи, что позволило той быстро мобилизовать войска после начала Первой мировой войны. Во времена Веймарской республики фон Сект сократил количество округов до семи. Одновременно военные округа были штабами корпусов и территориальными командованиями. После прихода к власти в Германии НСДАП число военные округов стало увеличиваться, и к августу 1939 года их было уже 15 (I — XIII, XVII, XVIII). Округ состоял из основного и резервного компонентов. Основные после начала войны вошли в состав полевой армии (нем. Feldheer) и стали штабами корпусов. Резервные поступили под командование командующий военными округами (заместителей командующих корпусов) и выполняли задачи, указанные разделом ниже.
Для управления военными округами была создана Резервная армия (нем. Ersatzheer), штаб которой занял комплекс зданий Военного министерства на Бендлерштрассе в Берлине. На протяжении всей войны армией командовал Фридрих Фромм. После завоевания Польши появились ещё 2 округа, XX и XXI. Позднее также появились округа «Богемия и Моравия» и «Генерал-губернаторство», хотя во всех четырёх доля немцев была невелика. В 1939—1942 дивизии, отправлявшиеся на фронт, оставляли в месте постоянной дислокации 1 батальон. Этот батальон получал наименование резервного; он обучал новобранцев и посылал их в свою дивизию на фронт. В октябре 1942 года резервные батальоны были разделены на батальоны начальной подготовки и учебные батальоны. Учебные батальоны переняли функции резервных. Батальон начальной подготовки должен был вооружить новобранцев, провести их очень короткую подготовку и направить эти учебные части в тыловые районы оккупированных территорий, чтобы боевые части смогли заняться своим непосредственным делом. Учебные части дивизий одного округа на оккупированных территориях были сведены в резервные дивизии, они подчинялись Резервной армии. В феврале 1943 года танковые училища и объекты перешли в подчинение Инспекции танковых войск Гудериана, который создал в каждом округе командование танковых войск. В 1943—1944 годах большинство резервных дивизий были или присоединены к действующим частям, или вступили в боевые действия в качестве самостоятельных боевых единиц. Поэтому все учебные функции вновь перешли резервным батальонам Резервной армии и Инспекции танковых войск.

## Организация штаба военного округа
- Отдел Ia

Руководящий отдел, выполнявший задачи обороны страны и использования войск при чрезвычайных ситуациях. Также этот отдел занимался основными вопросами, касающимися войск и их руководства.
- Отдел Ia / Обучение

Основной задачей этого отдела было обучение войск. Он отвечал за ход учебного процесса, лекции и отдельные вопросы по обучению войск, а также за выделение спортивных снарядов и различного спортивного снаряжения.
- Отдел Ia / Воздушная оборона

Основными задачами этого отдела являлась организация воздушной обороны, постройка бункеров для защиты солдат и мирного населения от налетов противника.
- Отдел Ib

Этот отдел занимался основными вопросами организации подразделений и временных добровольческих частей. Кроме боевого расписания и списков личного состава отдел также занимался вопросами размещения и передвижения войск, содержанием полигонов и складов военного имущества.
- Отдел Ic

Отдел руководил внутриполитическими делами. Например, составлял отчеты о настроениях в рядах войсковых частей. Представители этого отдела расследовали случаи самоубийств, поддерживали контакты с представителя партии, местными органами власти, а также с церковью.
- Отдел Штопи (Stopi)

Stopi = Stabsoffizier für das Pionierwesen, офицер штаба по саперным делам. Отдел отвечал за планирование и постройку новых гарнизонов и полигонов, формирование подразделений саперов-железнодорожников (Eisenbahn-Pionieren) и строительных частей. В эти подразделения отдел Штопи поставлял взрывчатые вещества и средства инициирования.
- Руководство военного округа / Бухгалтерия

Руководство служило координирующим органом административных процессов различных служб, а также отвечало за кадровые вопросы. Бухгалтерия составляла бюджет на содержание войск.
- Главный врач военного округа

В его задачу входил не только уход за солдатами и их семьями, но и обеспечение войск медицинским оборудованием, а также лечение больных и раненых в госпиталях. Он также занимался вскрытиями и составлением соответствующих отчетов.

## Задачи
- Комплектование, пополнение армии, включая воинский учёт и призыв.
- Мобилизация.
- Обучение призванных солдат, унтер-офицеров и курсантов.
- Углубленное обучение личного состава, в том числе старшего офицерского состава.
- Отправка обученного личного состава в действующие войска.
- Административное управление воинскими училищами и военными объектами.
- Формирование новых высших штабов, боевых и вспомогательных частей, а также обслуживающих частей всех родов войск.
- Разработка и испытания нового вооружения.
- Экстренная оборона территории рейха.

## Военные округа и их территории
| Военный округ          | Штаб округа | Территория                                                                              |
| ---------------------- | ----------- | --------------------------------------------------------------------------------------- |
| I                      | Кёнигсберг  | Восточная Пруссия, с 1939 года также Мемель и северная часть Польши                     |
| II                     | Штеттин     | Мекленбург и Померания                                                                  |
| III                    | Берлин      | Альтмарк, Ноймарк и Бранденбург                                                         |
| IV                     | Дрезден     | Саксония, часть Тюрингии, позже также северная часть Богемии                            |
| V                      | Штутгарт    | Вюртемберг, часть Бадена, с 1940 года также Эльзас                                      |
| VI                     | Мюнстер     | Вестфалия, Рейнская область, позже также восточная часть Бельгии                        |
| VII                    | Мюнхен      | Южная и центральная Бавария                                                             |
| VIII                   | Бреслау     | Силезия, с 1938 года также Судетская область, позже части Моравии и юго-западной Польши |
| IX                     | Кассель     | Гессен и часть Тюрингии                                                                 |
| X                      | Гамбург     | Шлезвиг-Гольштейн, северная часть Ганновера, с 1940 года также часть датского Шлезвига  |
| XI                     | Ганновер    | Брауншвейг, Ангальт и бо́льшая часть Ганновера                                           |
| XII                    | Висбаден    | Айфель, Курпфальц, Саар, часть Гессена, позже также Лотарингия и Люксембург             |
| XIII                   | Нюрнберг    | Северная Бавария, с 1938 года также западная часть Богемии                              |
| XVII                   | Вена        | Северная Австрия, с 1939 года также южные районы Чехословакии                           |
| XVIII                  | Зальцбург   | Южная Австрия, с 1941 года также северная часть Словении                                |
| XX                     | Данциг      | Вольный город Данциг, Данцигский коридор и западная часть Восточной Пруссии             |
| XXI                    | Познань     | Западная Польша                                                                         |
| Богемия и Моравия      | Прага       | С 1942 года бо́льшая часть Чехословакии                                                  |
| Генерал-губернаторство | Краков      | С 1943 года центральная и южная Польша                                                  |

XIV (моторизованные дивизии), XV (лёгкие дивизии), XVI (танковые дивизии) и XIX (Вена, 2-я танковая и 4-я лёгкая дивизии) корпуса никогда не имели военных округов, территориальных зон ответственности и, как следствие, приписанных резервов.